# Erodium acaule
Erodium acaule är en näveväxtart som först beskrevs av Carl von Linné, och fick sitt nu gällande namn av Alfred Becherer och Thell.. Erodium acaule ingår i släktet skatnävor, och familjen näveväxter. Inga underarter finns listade i Catalogue of Life.